# Carlos Alberto Fernandes (calciatore)
Carlos Alberto Fernandes, meglio noto come Carlos (Kinshasa, 8 dicembre 1979), è un calciatore angolano con passaporto portoghese, portiere del Caála.

## Carriera
Ha militato anche nelle file della Steaua Bucarest, squadra in cui è arrivato nel gennaio del 2006 proveniente dal Boavista.